# Kiss Kiss (Chris Brown)
Kiss Kiss è il secondo singolo di Chris Brown estratto dall'album Exclusive. Lo ha prodotto e vi ha partecipato T-Pain.

## Il brano
Kiss Kiss è un brano di genere R&B/Urban, con una base che spazia dell'hip hop alla dance. La canzone è stata scritta dagli stessi Chris Brown e T-Pain, e prodotto interamente da quest'ultimo. Nel brano entrambi i cantanti fanno uso dell'Auto-Tune.

## Successo commerciale
Il brano ha avuto un grande successo negli Stati Uniti dove raggiunse la vetta della Billboard Hot 100, spodestando Crank That (Soulja Boy), rimanendoci 4 settimane consecutive, diventando per Brown la seconda numero uno in patria dopo Run It!, vendendo oltre 3 milioni di copie risulta uno dei più grandi successi del 2008 nel paese. Altri buoni risultati li ha ottenuti in Oceania, raggiungendo la ottava posizione in Australia e la prima in Nuova Zelanda, che mantenne per 3 settimane. In Europa il singolo non ottenne il minimo successo in nessun paese, apparendo in classifica in solo 4 paesi.

## Video musicale
Il video musicale è stato girato il 14 settembre 2007 nella Florida International University di Miami e ha debuttato alla posizione n. 1 della classifica "106 & Park". Il video musicale è incentrato sulla storia di un ragazzo "fuori moda" che riesce a mettersi insieme ad una ragazza alla moda, nonostante i tentativi di un altro ragazzo, e durante questa storia nel video vi sono presenti numerose scene di coreografie. Entrambi i ragazzi protagonisti nel video sono recitati da Chris Brown.

## Classifiche
| Classifica (2008) | Posizione più alta |
| ----------------- | ------------------ |
| Australia         | 8                  |
| Canada            | 6                  |
| Irlanda           | 26                 |
| Nuova Zelanda     | 1                  |
| Svizzera          | 69                 |
| Svezia            | 58                 |
| Regno Unito       | 38                 |
| Stati Uniti       | 1                  |
| Stati Uniti (R&B) | 1                  |